# Shunan
Shunan (Japans: 周南市, Shūnan-shi) is een stad in de prefectuur Yamaguchi in de regio Chugoku in Japan. De stad is gelegen op het westelijkste deel van het eiland Honshu.

## Stedenband
- Delfzijl (Nederland)[1]

Steden:
Hagi · Hikari · Hofu · Iwakuni · Kudamatsu · Mine · Nagato · Sanyo-Onoda · Shimonoseki · Shunan · Ube · Yamaguchi (hoofdstad) · Yanai

Districten:
Abu · Kuga · Kumage · Oshima
Gemeenten per district